# Elminia albiventris
La elminia ventriblanca (Elminia albiventris) es una especie de ave paseriforme de la familia Stenostiridae propia de las montañas del golfo de Guinea y los Grandes Lagos de África.
Se encuentra en Burundi, Camerún, República Democrática del Congo, Guinea Ecuatorial, Nigeria, Ruanda y Uganda. Su hábitat natural son los bosques montanos húmedos tropicales.